# 마음 약해서
"마음 약해서"는 대한민국에서 제작된 심우섭 감독의 1980년 영화이다. 또한 마음 약해서에는 서영춘 등이 주연으로 출연하였고, 김태수 등이 제작에 참여하였다.

## 캐스팅
- 서영춘
- 도금봉
- 구봉서
- 전숙
- 배삼룡
- 정애자
- 이기동
- 배연정
- 임희춘
- 권귀옥
- 배일집
- 신주화
- 이승현
- 현경희
- 지계순
- 박예숙
- 석인수
- 문미봉
- 김신명
- 김지영
- 김예성
- 김대현
- 이백
- 곽근
- 박철민
- 이정애
- 유명순
- 이정금
- 김미라
- 강석우
- 안창훈
- 조병철
- 트위스트 김

## 기타
- 조명: 손달호
- 녹음: 손인호
- 미술: 노인택